# Маллет, Роберт
Роберт Маллет (англ. Robert Mallet; 3 июня 1810, Дублин, Ирландия — 5 ноября 1881 года, Клапем, Большой Лондон, Англия) — известный ирландский геофизик-сейсмолог, инженер-строитель, изобретатель, считается одним из «отцов» сейсмологии как точной науки.
Член Ирландской королевской академии (1832), Лондонского королевского общества (1854).

## Биография
Родился в Дублине 3 июня 1810 года. Сын фабриканта Джона Маллета (John Mallet). Учился в колледже Святой Троицы (Дублин), закончил его в возрасте 16 лет. Через четыре года, в 1830-м году получил высшее образование в области естественных наук и математики. После окончания колледжа участвует в работе фабрики отца, помогает строить маяк Фастнет Рок и разводной мост через реку Шаннон в Атлоне.
В 1832 году был избран в Ирландскую Королевскую академию, в возрасте 22 лет. В 1835 году вступает в Британскую ассоциацию содействия развитию науки, которая софинансирует большую часть его дальнейших исследований в области сейсмологии. В 1838 году становится членом Ирландского геологического королевского общества, в 1846—1848 годах — председатель общества.
9 февраля 1846 года представил в Ирландской королевской академии работу «О динамике землетрясений» («On the Dynamics of Earthquakes»), которая считается одной из основных работ современной сейсмологии. Маллету приписывают создание терминов «сейсмический» и «изосейсмическая карта», также он впервые вводит понятие «эпицентра землетрясения». С 1852 по 1858 год со своим сыном, Джоном Уильямом Маллетом, проводит работы по составлению каталога землетрясений для Британской ассоциации содействия развитию науки. В это же время Маллет выполняет уникальные для того времени опыты по определению скорости сейсмических волн в песках и скальных горных породах. Эти опыты спустя 70 лет лягут в основу новой науки — сейсморазведки.
16 декабря 1857 года город Падула (Италия) и прилежащие районы были разрушены в результате Великого неаполитанского землетрясения, погибло 11 000 человек. На то время это было третье по интенсивности землетрясение, с магнитудой 6,9 по шкале Рихтера. Роберт Маллет исследовал последствия землетрясения и в 1857-м году представил отчёт в Королевском обществе.
Это был главный научный труд Маллета, он оказал огромное влияние на будущее развитие сейсмологии. Маллет привлёк для работы фотографию, что было внове для подобных исследований. В 1862 году Маллет публикует двухтомную монографию «Великое неаполитанское землетрясение 1857: Первые принципы наблюдательной сейсмологии» («Great Neapolitan Earthquake of 1857: The First Principles of Observational Seismology»). В работе он доказывает, что очаг землетрясения находился на глубине 8—9 миль.
Также Маллет изучал происхождение вулканической энергии в связи с тектоническими процессами в земной коре. Во время Крымской войны он разработал проект 42-тонной мортиры.
В 1854 году был избран членом Лондонского королевского общества, в 1861 году переехал в Лондон, где становится инженером-консультантом и редактором журнала «Практическая механика» («The Practical Mechanic's Journal»). За семь лет до смерти ослеп, умер в Стокуэлле (Лондон) 5 ноября 1881 года. Похоронен на Западном Норвудском кладбище.

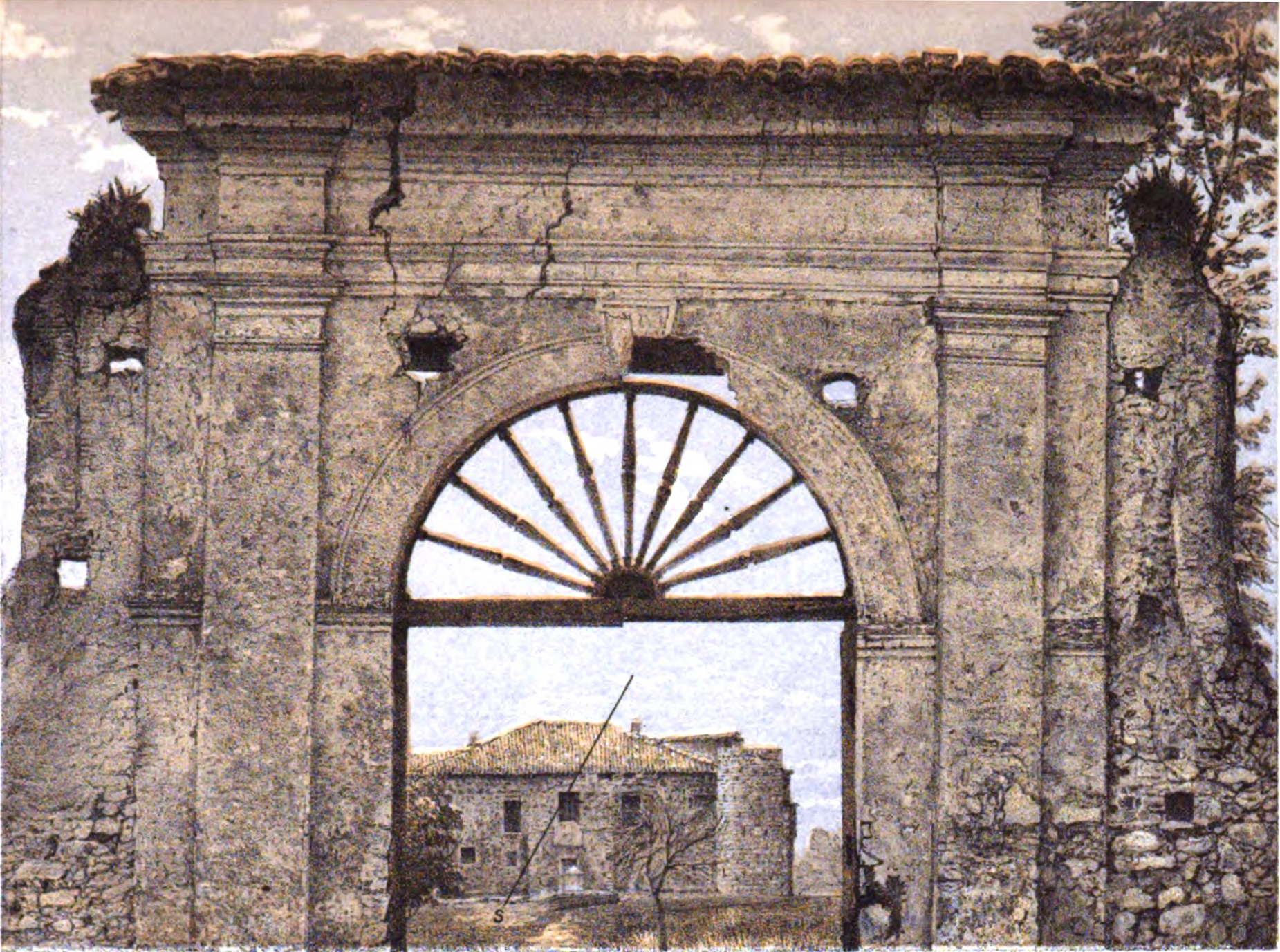
Рисунок из работы Маллета. 1857
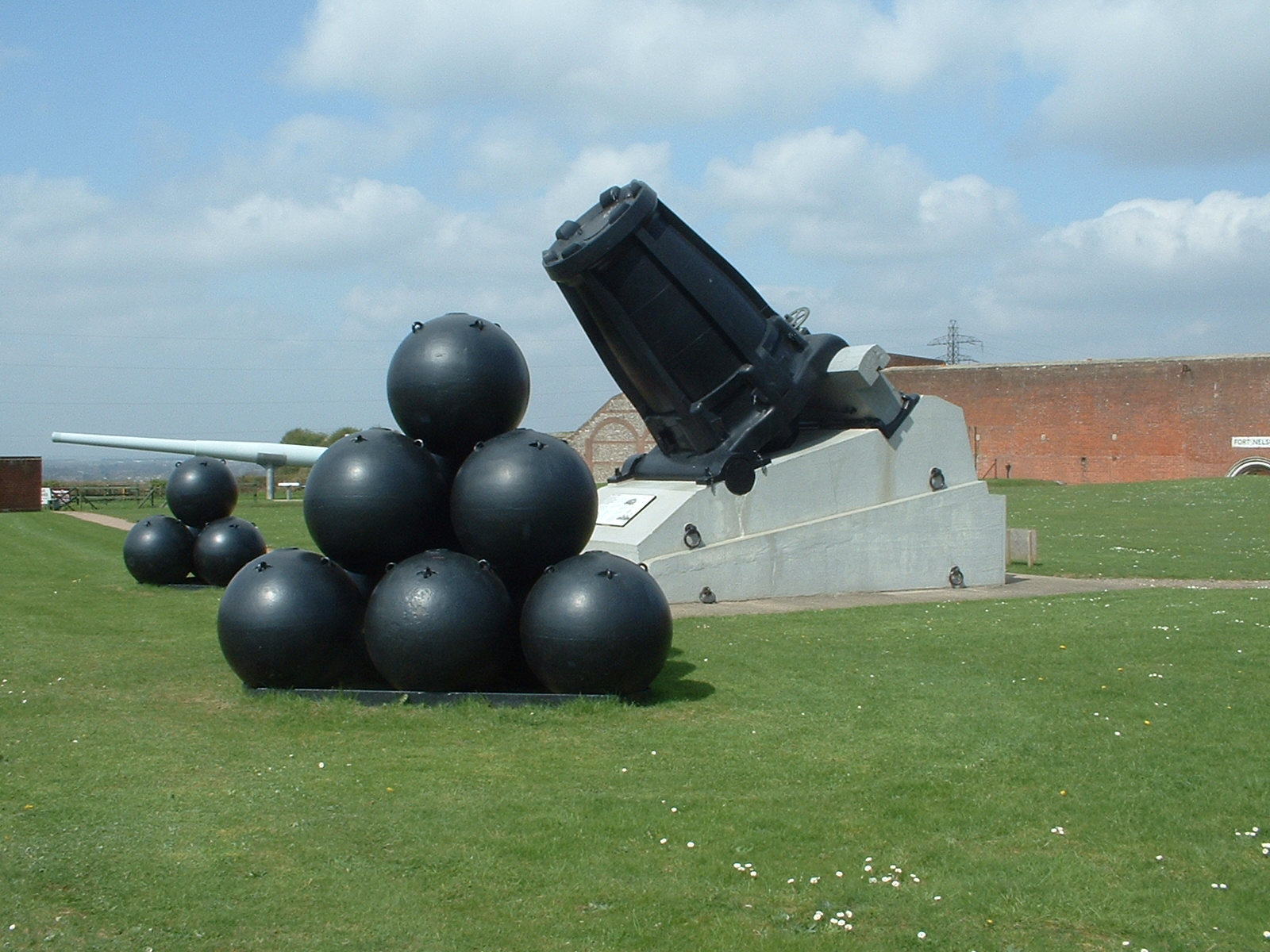
Мортира Маллета